# 法夫波因茨 (北卡羅萊納州)
法夫波因茨（英語：Five Points）是位於美國北卡羅萊納州霍克縣的普查規定居民點。

## 人口
根據2020年美國人口普查的數據，法夫波因茨的面積為21.45平方千米，皆為陸地。當地共有人口961人，而人口密度為每平方千米44.8人。